# لويزة (بعبدا)
لويزة هي إحدى القرى اللبنانية من قرى قضاء بعبدا في محافظة جبل لبنان.
تبعد عن بيروت 9 كيلومتر، وترتفع عن سطح البحر 290 مترا. وتتبع عقاريا لبلدة بعبدا